# Mate-me por favor
Pour plus de détails, voir Fiche technique et Distribution.
Mate-me por favor est un film dramatique brésilien réalisé par Anita Rocha da Silveira et sortie en 2017 en France. Le film est le premier long-métrage de la réalisatrice. Il est diffusé lors du Festival du film de femmes de Créteil. 

## Synopsis
Dans le terrain vague près de chez Bia et João, des corps massacrés de jeunes filles sont retrouvés. L'adolescente et ses copines se prennent de fascination pour ce fait divers qui monopolise leurs conversations jusqu'ici tournées vers la découverte de la sexualité...

## Fiche technique
- Titre original : Mate-me por favor
- Réalisation : Anita Rocha da Silveira
- Scénario : Anita Rocha da Silveira
- Musique : Bernardo Uzeda
- Photographie : João Atala
- Montage : Marilia Moraes et Delfina Castagnino
- Producteur exécutif : Vania Catani
- Société de production : Bananeira Filmes
- Société de distribution : Wayna Pitch
- Pays :  Brésil, Argentine
- Langue originale : portugais brésilien
- Format : couleur
- Genre : Drame, horreur et thriller
- Durée : 104 minutes
- Dates de sortie :
  - France : 
    - 15 mars 2017 (en salles)

## Acteurs principaux
- Valentina Herszage : Bia
- Dora Freind : Renata
- Mari Oliveira : Mari
- Julia Roliz : Michele
- Bernardo Marinho : João
- Vicente Conde : Bernardo
- Gabriel Lara : Bruno